# Мартине, Сандрин
Сандрин Мартине-Орьер (фр. Sandrine Martinet-Aurières; род. 10 ноября 1982 года, Париж, Франция) — французская парадзюдоистка. Чемпионка летних Паралимпийских игр 2016 года в Рио-де-Жанейро, серебряная призёрка Паралимпийских игр 2004, 2008, 2020, 2024 годов.

## Биография

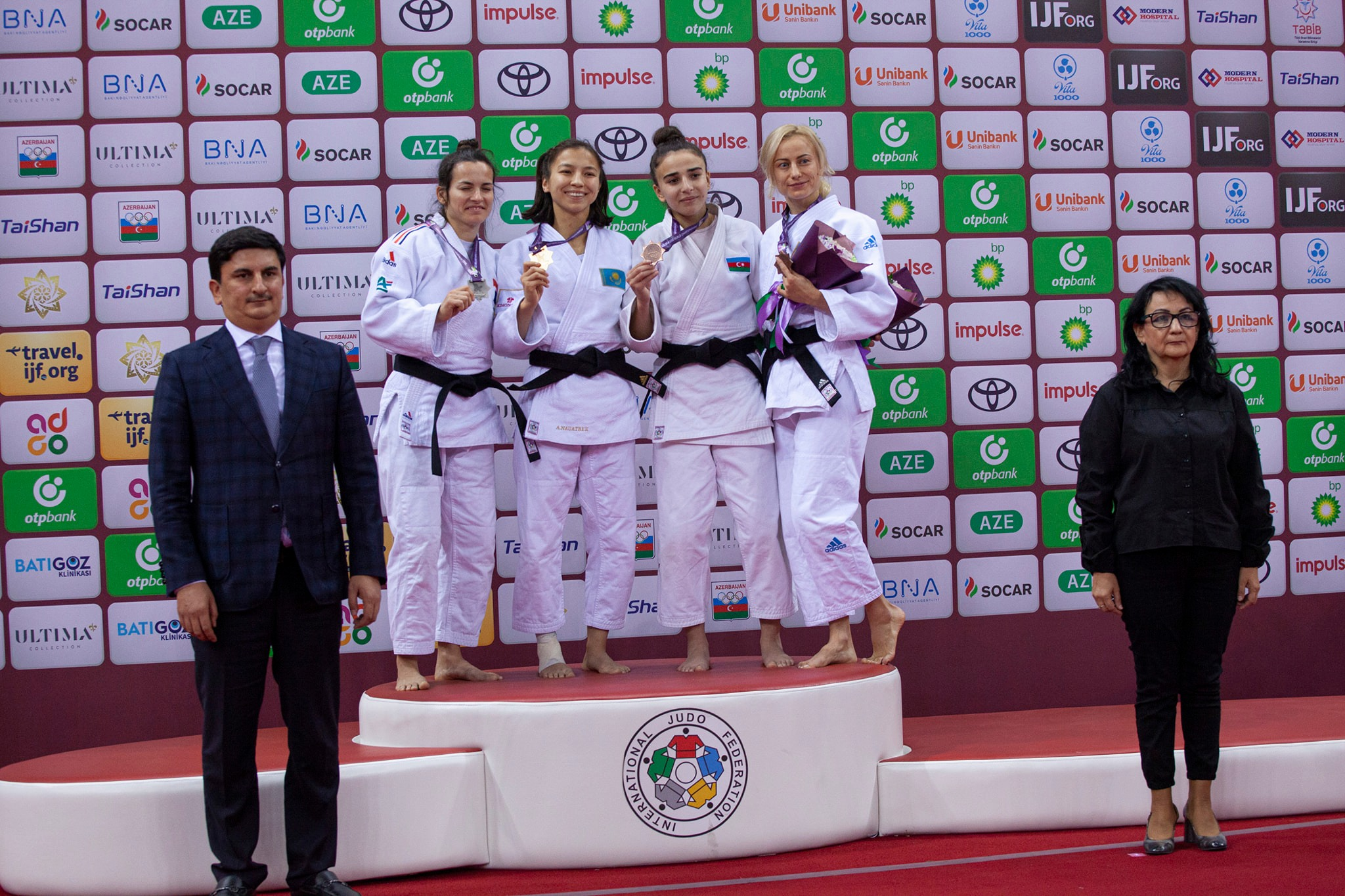
Сандрин Мартине (первая слева на пьедестале) на церемонии награждения чемпионата мира 2022 года в Баку

18 сентября 2004 года соревновалась на летних Паралимпийских играх 2004 в Афинах в весовой категории до 52 кг. В четвертьфинале победила китаянку Ван Цюлянь, в полуфинале — россиянку Александру Власову. В финале уступила немке Зузанн Шютцель.
7 сентября 2008 года соревновалась на летних Паралимпийских играх 2004 в Пекине в весовой категории до 52 кг. В четвертьфинале победила вьетнамку Тхи Нхой Триеу, в полуфинале — россиянку Алесю Степанюк. В финале проиграла китаянке Цуй На.
В 2012 году впервые осталась без медали Паралимпиады. 30 августе в Лондоне соревновалась в категории до 52 кг. В четвертьфинале победила украинку Наталью Николайчик. В полуфинале проиграла китаянке Ван Лицзин, а в матче за «бронзу» — бразильянке Мишель Феррейре.
В 2016 году на летних Паралимпийских играх 2016 в Рио-де-Жанейро завоевала «золото» в весовой категории до 52 кг, победив в финале немку Рамону Бруссиг.
27 августа 2021 года приняла участие на летних Паралимпийских играх 2020 в Токио в весовой категории до 48 кг. В четвертьфинале победила китаянку Ли Лицин, в полуфинале — украинку Юлию Иваницкую. В финале проиграла азербайджанке Шахане Гаджиевой.
5 сентября 2024 года приняла участие на летних Паралимпийских играх 2024 в Париже в весовой категории до 48 кг (класс J2). В четвертьфинале победила немецкую дзюдоистку Изабелль Таль, в полуфинале — китаянку Ли Лицин. В финале турнира уступила казахстанке Акмарал Науатбек и завоевала «серебро» Паралимпиады-2024.

## Спортивные результаты
| Год  | Турнир                          | Место проведения | Категория    | Место |
| ---- | ------------------------------- | ---------------- | ------------ | ----- |
| 2004 | Летние Паралимпийские игры 2004 | Афины            | до 52 кг     | 2     |
| 2008 | Летние Паралимпийские игры 2008 | Пекин            | до 52 кг     | 2     |
| 2012 | Летние Паралимпийские игры 2012 | Лондон           | до 52 кг     | 5     |
| 2016 | Летние Паралимпийские игры 2016 | Рио-де-Жанейро   | до 52 кг     | 1     |
| 2018 | Чемпионат мира                  | Одивелаш         | до 48 кг     | 3     |
| 2021 | Летние Паралимпийские игры 2020 | Токио            | до 48 кг     | 2     |
| 2022 | Чемпионат Европы                | Кальяри          | до 48 кг, J2 | 1     |
| 2022 | Чемпионат мира                  | Баку             | до 48 кг, J2 | 2     |
| 2024 | Летние Паралимпийские игры 2024 | Париж            | до 48 кг, J2 | 2     |
| 2025 | Чемпионат мира                  | Астана           | до 52 кг, J2 | 2     |